# جون كارتر (سياسي أمريكي)
جون كارتر (بالإنجليزية: John Carter)‏ هو محامي وسياسي أمريكي، ولد في 10 سبتمبر 1792 في كامدن في الولايات المتحدة، وتوفي في 20 يونيو 1850 في جورجتاون في الولايات المتحدة. حزبياً، نشط في الحزب الجمهوري الديمقراطي والحزب الديمقراطي. وقد انتخب عضو مجلس النواب الأمريكي.